# 圣萨尔维教堂
圣萨尔维圣弥额尔堂（Chiesa di San Michele in San Salvi）是意大利佛罗伦萨的一座罗马天主教教堂。
该教堂由瓦隆布洛萨会建于11世纪，是一个修道院建筑群的一部分。在1529年佛罗伦萨围城期间，该堂被部分摧毁。重建时保持了其原有的风格，只有门廊采用了16世纪风格。教堂的内部为拉丁十字平面，只有一个走道，有一个长方形后殿。食堂内的壁画《最后的晚餐》（1519年至1527年）是安德烈亚·德尔·萨尔托的杰作。